# Gaddarna (vid Gullkrona, Nagu)
Gaddarna är en ögrupp i Nagu i Finland. Den ligger i kommunen Pargas stad i landskapet Egentliga Finland, i den södra delen av landet, 160 km väster om huvudstaden Helsingfors.
Gaddarna består av Flatgadden, Höggadden, Stengadden och Trutgadden.